# ملیکای سیاه
ملیکای سیاه (نام علمی: Melica picta) نام یک گونه از سرده ملیکا است.